# South by Southwest

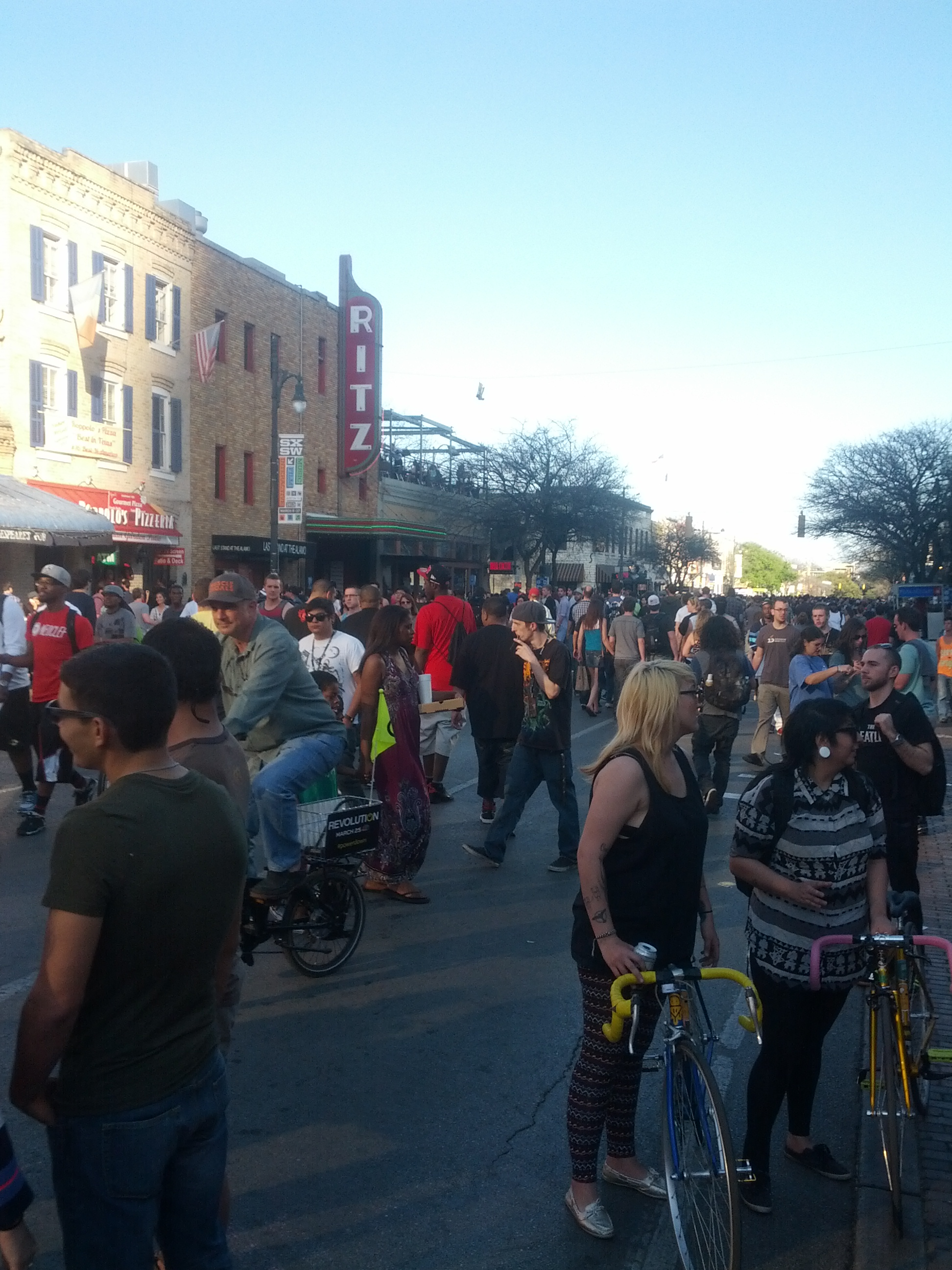
Gatuvy från 6th Street i Austin under SXSW 2013

South by Southwest (SXSW) är en festival som innehåller musik, film och interaktiva medier. De tre olika delfestivalerna anordnas relativt separat med skilda start och slutdatum. 
Musikfestivalen brukar räknas som världens största i sitt slag, det spelar över 1400 band på festivalen. Festivalen äger rum i Austin, Texas varje år sedan 1987 under drygt en vecka i mars.